# Sarāqib
Sarāqib (arabiska: سراقب) är en subdistriktshuvudort i Syrien.   Den ligger i provinsen Idlib, i den nordvästra delen av landet, 270 kilometer norr om huvudstaden Damaskus. Sarāqib ligger 366 meter över havet och antalet invånare är 34 231.
Terrängen runt Sarāqib är platt. Runt Sarāqib är det ganska tätbefolkat, med 179 invånare per kvadratkilometer.. Närmaste större samhälle är Idlib, 17,1 kilometer väster om Sarāqib. 
Trakten runt Sarāqib består till största delen av jordbruksmark.